# АЕС Вогтль
Електростанція Елвіна В. Вогтля, також відома як АЕС Вогтль ( [ˈvoʊɡəl] ), — атомна електростанція з двома блоками, розташована в окрузі Берк, поблизу Вейнсборо, штат Джорджія, на південному сході Сполучених Штатів. Названа на честь колишнього голови правління Alabama Power and Southern Company Елвіна Вогтля.
Кожен блок має водно-водяні ядерні реактори (PWR) компанії Westinghouse з паровою турбіною General Electric і електричним генератором. Блоки 1 і 2 були завершені в 1987 і 1989 роках відповідно. Кожен блок має валову потужність виробництва електроенергії 1215 МВт, для сумарної потужності 2430 МВт. Подвійні градирні з природною тягою – 167 м., заввишки та забезпечують охолодження основних конденсаторів установки. Чотири менші механічні градирні забезпечують охолоджуючою водою ядерної служби (NSCW) для безпечних і допоміжних небезпечних компонентів, а також відводять тепло розпаду від реактора, коли станція не працює. Одна вежа природної тяги та дві вежі NSCW обслуговують кожен блок. У 2009 році Комісія ядерного регулювання (NRC) продовжила ліцензії для обох блоків на додаткові 20 років до 1/16/2047 для блоку 1, та 2/9/2049 для блоку 2. Під час будівництва перших двох блоків Vogtle необхідні капіталовкладення підскочили з приблизно 660 доларів США мільйонів до 8,87 мільярда  доларів. ($ 16.4 мільярдів доларів у 2020 році).

## Підвищення потужності
У 2008 році обидва реактори були збільшені по потужності на 1,7% за «Додатком K" uprate, також званий Measurement Uncertainty Recapture (MUR) uprate. Похибка вимірювання при повторному захопленні потужності менше ніж 2 відсотків, і досягаються шляхом впровадження вдосконалених методів розрахунку потужності реактора. Це передбачає використання найсучасніших пристроїв вимірювання витрати живильної води для більш точного вимірювання витрати живильної води, який використовується для розрахунку потужності реактора. Більш точні вимірювання зменшують ступінь невизначеності в рівні потужності, який використовується аналітиками для прогнозування здатності реактора бути безпечно зупиненим за постулованих умов аварії. Оскільки тепер потужність реактора можна розрахувати з набагато більшою точністю, ніж за допомогою старого вимірювання типу Вентурі, станція може безпечно працювати з меншою похибкою до своїх меж. Новий витратомір працює шляхом порівняння часу, необхідного ультразвуковим імпульсам для проходження вгору та вниз за течією всередині труби, і використовує різницю в часі для визначення швидкості потоку води в трубі.

## Події та аварії

### Втрата потужності
Зникнення електроенергії на заводі сталося 20 березня 1990 року.
О 9:20 ранку, вантажівка з паливно-мастильними матеріалами на заводі 230 КВ, закріплений на опорній колоні фідерної лінії живлення блоку 1-А резервний допоміжний трансформатор (RAT). У той час 1-B RAT був знеструмлений для технічного обслуговування, а RAT 1-A живив обидві поїзди аварійної електроенергії. Живлення неаварійних електропоїздів здійснювалось зворотним живленням від РУ через головний підвищувальний трансформатор до трансформаторів допоміжних потреб (УАТ) блоку 1-А та 1-Б. Крім того, аварійний дизель-генератор (ЕДГ) 1-Б був виведений з експлуатації на плановий ремонт. Після втрати живлення EDG 1-A не вдалося запустити через захисне відключення. В результаті втрати електроенергії в «життєво важливих ланцюгах» заводу відключився насос відведення залишкового тепла (RHR), який охолоджував активну зону блоку. 1 (який наближався до кінця відключення заправки) і запобіг активації резервного RHR. Незважаючи на те, що од 1 у той час був офлайн, залишкове тепло від природного розпаду радіоактивного палива має бути видалено, щоб запобігти небезпечному підвищенню температури ядра. Незважаючи на те, що небезпечне живлення не було перервано, не було фізичного зв’язку між життєво важливими та нежиттєво важливими електропоїздами, що перешкоджало життєво важливим поїздам отримувати живлення від незачепленого шляху через UAT.

## Блоки 3 і 4

### Фаза планування

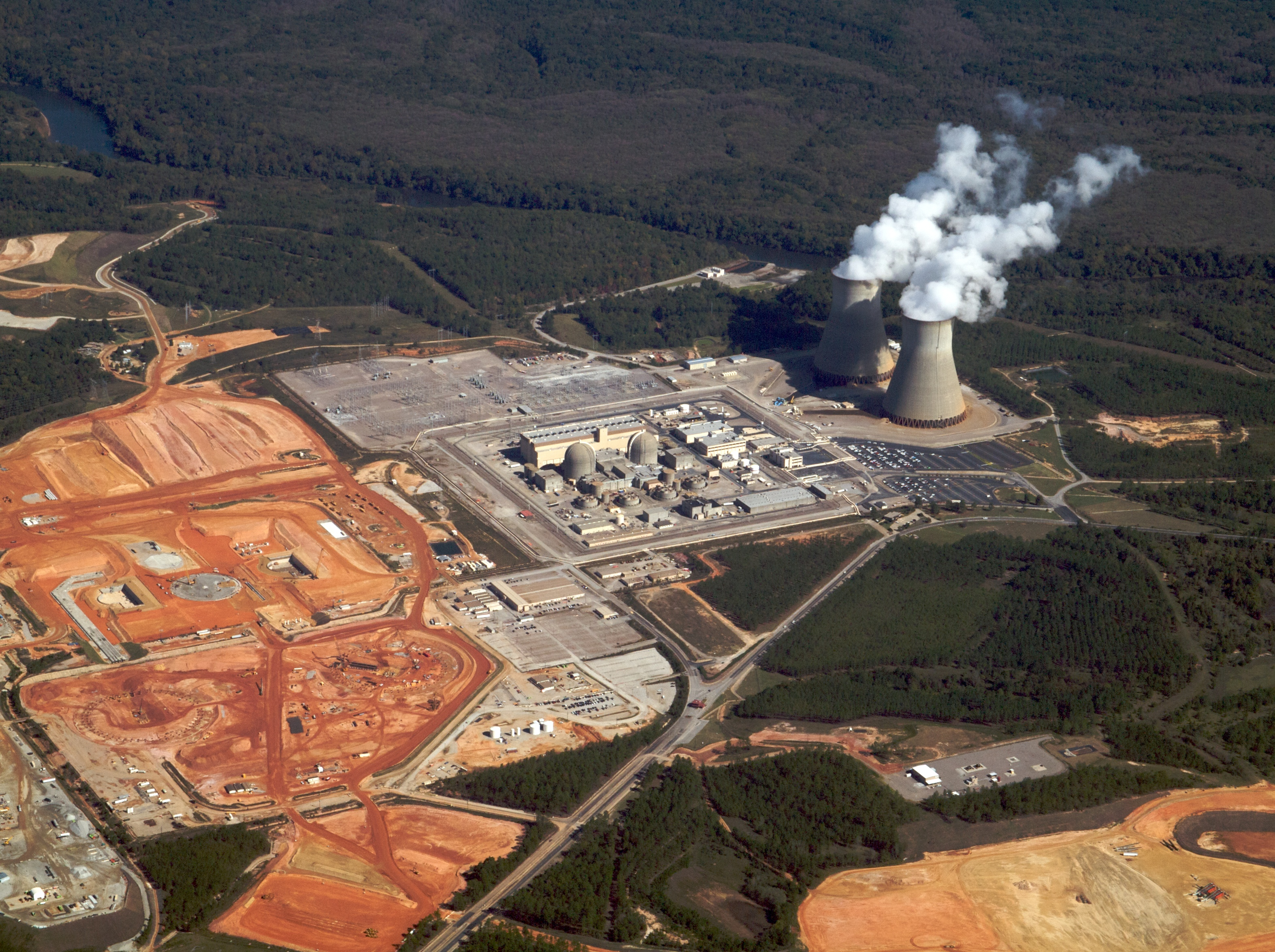
Будівництво триває у Вогтль, жовтень 2011 року

15 серпня 2006 року компанія Southern Nuclear офіційно подала заявку на отримання попереднього дозволу на розміщення (ESP) двох додаткових блоків. ESP визначив, чи підходить місце для додаткових реакторів, і цей процес є окремим від процесу подачі заявки на комбіновану ліцензію на будівництво та експлуатацію (COL). 31 березня 2008 року Southern Nuclear оголосила, що подала заявку на COL, процес, який триватиме щонайменше 3-4 роки. 9 квітня 2008 року компанія Georgia Power уклала контракт на два реактори AP1000, розроблені Westinghouse; належить Toshiba. Westinghouse співпрацює з Shaw Group (Батон-Руж, Луїзіана) та її підрозділом Stone & Webster для управління проектом. Westinghouse відповідає за розробку, проектування та загальне управління, а Shaw відповідає за виробництво готових модулів компонентів і управління на- будівництво сайту. Контракт став першою угодою щодо нових ядерних розробок у Сполучених Штатах після аварії на Три-Майл-Айленді в 1979 році, і він отримав схвалення Комісії з питань державної служби Джорджії 17 березня 2009 року.

### Будівництво
26 серпня 2009 року Комісія ядерного регулювання (NRC) видала ранній дозвіл на розміщення та обмежений дозвіл на роботу. Розпочалося обмежене будівництво на нових реакторних майданчиках, тоді очікується, що блок 3 буде введений в експлуатацію в 2016 році, а потім блок 4 у 2017 році, очікуючи остаточної видачі комбінованої ліцензії на будівництво та експлуатацію NRC.

## Навколишнє населення
Комісія з ядерного регулювання визначає дві зони планування на випадок надзвичайних ситуацій навколо атомних електростанцій: зону впливу шлейфу радіусом 10 миль (16 км), пов’язаних насамперед з впливом та вдиханням радіоактивного забруднення, що передається повітрям, і зоною шляхів ковтання близько 50 миль (80 км), пов’язаних насамперед із прийомом їжі та рідини, забрудненої радіоактивністю.
Населення США в радіусі 16 км., згідно з аналізом даних перепису населення США для msnbc.com, площа Вогтлт склала 5845, зменшившись на 16,3% за десятиліття. У 2010 році населення США в радіусі 80 км., склав 726 640, збільшившись на 8,8 відсотка з 2000 року. Міста в межах 80 км включають Огасту, Джорджія (42 км до центру міста).

## Сейсмічний ризик
Відповідно до дослідження NRC, опублікованого в серпні 2010 року, оцінка Комісії з ядерного регулювання щорічного ризику землетрусу, достатнього для того, щоб спричинити пошкодження активної зони будь-якого реактора у Vogtle, становила 1 зі 140 845.

## Дані реактора
Електростанція Vogtle Electric Generating Plant має два діючих реактори та два додаткових блоки, які будуються.
| Реакторна установка | Тип реактора            | Потудність (МВт) | Потудність (МВт) | Будівництво почалось | Підключеннядо мережі                       | Комерційний пуск    | Закриття |
| Реакторна установка | Тип реактора            | Чистий (літо)    | Валовий          | Будівництво почалось | Підключеннядо мережі                       | Комерційний пуск    | Закриття |
| ------------------- | ----------------------- | ---------------- | ---------------- | -------------------- | ------------------------------------------ | ------------------- | -------- |
| Вогтль-1            | Westinghouse 4-контурні | 1150             | 1229             | 1 серпня 1976 року   | 27 березня 1987 року                       | 1 червня 1987 року  |          |
| Вогтль-2            | Westinghouse 4-контурні | 1152             | 1229             | 1 серпня 1976 року   | 10 квітня 1989 року                        | 20 травня 1989 року |          |
| Вогтль-3            | AP1000                  | 1117             | 1250             | 22 червня 2009 р.    | Кінець І кварталу 2023 року (Прогнозовано) |                     |          |
| Вогтль-4            | AP1000                  | 1117             | 1250             | 22 червня 2009 р.    | Четвертий квартал 2023 року (Прогнозовано) |                     |          |